# Votkinsk
Votkinsk (rus. Во́ткинск) je mali industrijski grad u ruskoj pokrajini Viatka u republici Udmurtiji. Nalazi se 1000 km ISI od Moskve, a ima populaciju od 99,441 ljudi (2002.).
Poznato jer po tome što je rodno mjesto Petra Iljiča Čajkovskog.